# Brian McDermott
Brian James McDermott (* 8. April 1961 in Slough) ist ein ehemaliger englischer Fußballspieler und aktueller Trainer.

## Spielerkarriere
Brian McDermott debütierte am 10. März 1979 im Alter von siebzehn Jahren für den FC Arsenal in der Football League First Division 1978/79. Der Verein gewann zwei Monate später ohne den nicht eingesetzten Nachwuchsspieler durch ein 3:2 über Manchester United den FA Cup 1978/79. Erstmals regelmäßig zum Einsatz kam er in der Saison 1980/81 (23 Spiele/5 Tore) und erreichte mit Arsenal den dritten Tabellenplatz. In den folgenden drei Spielzeiten reduzierten sich seine Einsatzzeiten wieder, ehe er im Dezember 1984 zum Zweitligisten Oxford United wechselte. Zuvor hatte er von April bis Oktober 1984 auf Leihbasis für den schwedischen Erstligisten IFK Norrköping agiert und mit dem Aufsteiger das Play-off-Finale der Fotbollsallsvenskan 1984 gegen IFK Göteborg erreicht (1:5 und 0:2).
Mit Oxford stieg er am Saisonende 1984/85 als Zweitligameister in die erste Liga auf und schaffte im Jahr darauf den Klassenerhalt in der Football League First Division 1985/86. Ein noch größerer Erfolg gelang mit dem Titelgewinn im Ligapokal 1985/86 durch ein 3:0 im Finale gegen die Queens Park Rangers. Brian McDermott stand jedoch nicht im Kader für die Finalpartie.
Nach weiteren Stationen bei den unterklassigen Vereinen Cardiff City, Exeter City, Yeovil Town, sowie  South China AA aus Hongkong beendete er nach sechs Spielen für seinen Heimatverein Slough Town 1996 seine Spielerkarriere.

## Trainerkarriere
Nach zwei Trainerstationen bei den unterklassigen Vereinen Slough Town und dem FC Woking, wurde Brian McDermott im September 2000 Mitglied im Trainerteam beim FC Reading. Nach der Entlassung von Brendan Rodgers am 16. Dezember 2009, übernahm er zunächst den Posten als Interimstrainer, ehe er am 27. Januar 2010 als neuer Cheftrainer vorgestellt wurde. McDermott hatte den Verein auf dem viertletzten Tabellenplatz der Football League Championship 2009/10 liegend übernommen und seine Mannschaft in den ersten zwei Monaten nicht aus der Abstiegsgefahr bringen können. Dank einer deutlichen Leistungssteigerung im letzten Saisondrittel beendete Reading die Spielzeit als Tabellenneunter und Brian McDermott erhielt im März 2010 die Auszeichnung zum Trainer des Monats der zweiten Liga.
In der Football League Championship 2010/11 erreichte seine Mannschaft über einen fünften Tabellenrang die Play-offs und zog nach einem Erfolg über Cardiff City ins Finale ein (0:0 und 3:0). Dort scheiterte das Team jedoch mit 2:4 am von McDermotts Vorgänger Brendan Rodgers trainierten Swansea City und verpasste damit den Aufstieg in die Premier League. Brian McDermott erhielt diesmal im Monat April 2011 die Auszeichnung als Trainer des Monats.
Der in den Monaten Februar und März 2012 als Trainer des Monats ausgezeichnete Brian McDermott führte seine Mannschaft im Verlauf der Saison 2011/12 auf einen direkten Aufstiegsplatz und darf sich kurz vor dem Saisonende berechtigte Hoffnung auf den Aufstieg in die erste Liga machen.
Trotz der Leistungen in vier Jahren bei Reading wurde McDermott im März 2013 nach einer Serie von vier Niederlagen in Folge entlassen.
Am 13. April 2013 übernahm er das Traineramt beim englischen Zweitligisten Leeds United.
Am 31. Mai 2014 gab der neue Besitzer des Vereins die Trennung von McDermott bekannt.